# Gare de Hassi El Madani
La gare de Hassi El Madani, ou gare de Hassi-el-Madani, est une ancienne gare ferroviaire algérienne située dans la commune d'El Kheiter, dans la Wilaya d'El Bayadh.

## Situation ferroviaire
Établie à une altitude de 1 044,450 m, la gare est située au point kilométrique (PK) 294,600 de la ligne d'Oran à Kenadsa, où elle est précédée de l'ancienne gare de Tin Brahim et suivie de l'ancienne gare d'El Kheiter.

## Histoire
La gare est mise en service le 27 septembre 1881 lors de l'ouverture de la section de Modzbah au Kreider de l'ancienne ligne à voie étroite de 1 055 mm d'Oran à Kenadsa, où elle était précédée de la gare de Tin Brahim et suivie de la gare du Kreider (gare d'El Kheiter),,.